# Aliʻiōlani Hale
Aliʻiōlani Hale è un edificio situato nel centro di Honolulu, nelle Hawaii, attualmente utilizzato come sede della Corte Suprema delle Hawaii. È l'ex sede del governo del Regno delle Hawaii e della Repubblica delle Hawaii.
Nel cortile del palazzo è situata la famosa statua in foglia d'oro di Kamehameha il Grande.

## Periodo Istituzionale e monarchico
L'Aliiolani Hale è stata progettata dall'australiano Thomas Rowe in uno stile neorinascimentale italiano come il palazzo reale di Re Kamehameha V. Nella lingua hawaiana, Aliʻiōlani Hale significa "Casa del Re celeste"; inoltre, il nome di "Aliʻiōlani" è stato uno dei nomi dati da Kamehameha V..
Anche se l'edificio è stato progettato per essere un palazzo, Kamehameha V si rese conto che il governo hawaiano aveva disperatamente bisogno di un edificio governativo. A quel tempo, i diversi edifici a Honolulu usati dal governo erano molto piccoli e stretti, chiaramente inadeguati per la crescita del governo hawaiano. Così, quando Kamehameha V ordinò la costruzione di Aliʻiōlani Hale, lo ha commissionato come un edificio per uffici di governo, invece di un palazzo.
Kamehameha V pose la prima pietra per la costruzione il 19 febbraio 1872. È morto prima che l'edificio fosse completato, e fu dedicato nel 1874 da uno dei suoi successori, Re David Kalakaua. Al momento, i media hawaiani criticarono il design stravagante dell'edificio, suggerendo che l'edificio fosse trasformato in un palazzo come originariamente progettato.
Fino al 1893, l'edificio è stato la sede della maggior parte dei dipartimenti esecutivi del governo hawaiano così come il parlamento hawaiano e i tribunali.

## Rovesciamento della monarchia hawaiana
È stato da Aliʻiōlani Hale nel 1893 che il Comitato di Salute, sotto la guida di Lorrin A. Thurston, depose la Regina Liliuokalani con un proclama pubblico.
Dopo la costituzione del governo provvisorio delle Hawaii nel 1893 e la Repubblica delle Hawaii nel 1894, alcuni degli uffici di Aliʻiōlani Hale sono stati spostati nello Iolani Palace, tra cui il parlamento hawaiano. Come risultato, Aliʻiōlani Hale divenne principalmente un edificio giudiziario.

## Aliʻiōlani Hale dal 1900

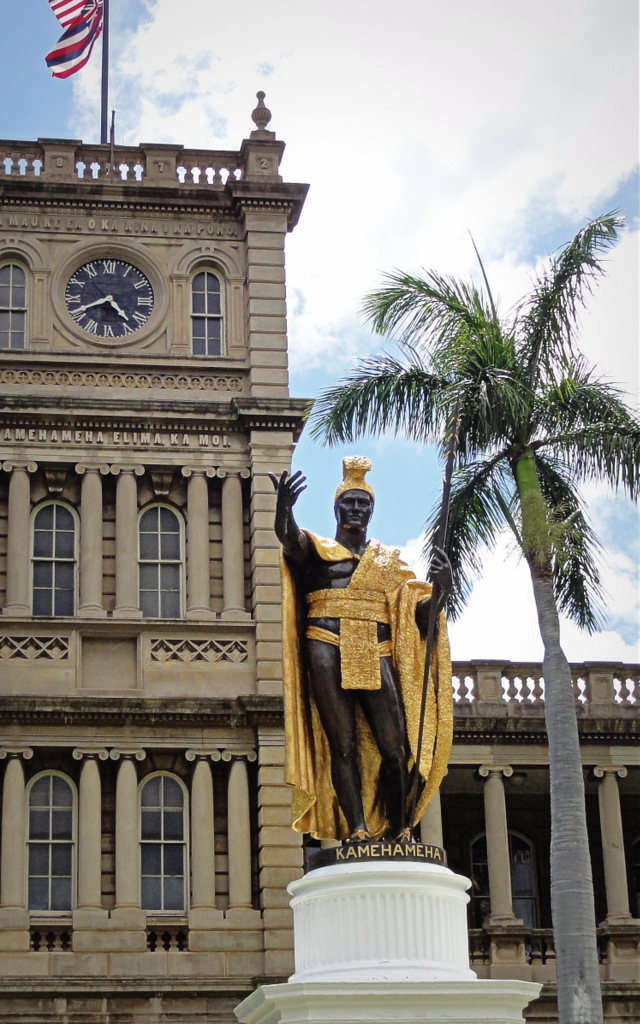
Statua di Kamehameha

La dimensione crescente del governo hawaiano ha continuato ad essere un problema per l'edilizia, però, soprattutto dopo le Hawaii sono diventate un territorio degli Stati Uniti d'America nel 1900. Nel 1911, l'edificio è stato completamente rinnovato per aiutare a risolvere questi problemi di spazio. Tutto l'interno del palazzo è stato sventrato e ricostruito, dando l'interno dell'edificio una nuova pianta. Dal momento che l'edificio è stato originariamente progettato per essere un palazzo, la sua pianta non era adeguata per il suo utilizzo in seguito come un edificio giudiziario. La nuova disposizione dell'edificio ha risolto questo problema.
La dimensione del governo territoriale ha continuato a crescere. Nel 1940, una nuova ala è stata inserita nell'edificio per aiutare ad alleviare il crescente problema del sovraffollamento. Gli architetti che hanno progettato la nuova ala hanno cercato di unirla con la struttura originale che risale al 1870.
Nel corso dei decenni che sono succeduti, la maggior parte delle funzioni giudiziarie sono state spostate su Aliʻiōlani Hale a vari altri edifici vicino a Honolulu (tra cui i tribunali distrettuali dello Stato, della famiglia e il distretto della Corte). Oggi l'edificio ospita la Corte Suprema delle Hawaii ed è il centro amministrativo della magistratura di Stato delle Hawaii. Ospita anche il Judiciary History Center, un museo con una presentazione multimediale della magistratura delle Hawaii, un tribunale storico restaurato, e altre mostre che si occupano della storia giudiziaria delle Hawaii. L'edificio ospita anche la più grande biblioteca del diritto delle Hawaii. Nel 2010, l'azienda di John Andreoni la King's Custom Koa ha vinto l'appalto per sostituire le porte in legno Koa.
Nel dicembre 2005, una Capsula del tempo sepolta da Kamehameha V quando ha posato la prima pietra, si trovava sotto la direzione del "Comando congiunto POW MIA Contabilità", dal professor Larry Connors della Università di Denver con georadar. La capsula conteneva le foto di famiglie reali e la costituzione del Regno delle Hawaii, francobolli, monete hawaiane e straniere, giornali, un calendario e dei libri. La capsula era situata per proteggerla durante le ristrutturazioni in futuro, e non ritirata a causa di problemi di danneggiamento della struttura dell'edificio stesso.
Nel 2006 dei ladri di rame hanno rubato dalla costruzione varie grondaie in rame.
Nella serie televisiva Hawaii Five-0, Aliʻiōlani Hale è la sede per la task force Five-0, con riprese esterne del fabbricato utilizzate in tutte le dieci stagioni.
Aliʻiōlani Hale è uno dei tanti edifici nel centro di Honolulu elencati sul National Register of Historic Places (Registro Nazionale dei luoghi storici). A pochi passi ci sono la Cattedrale di Nostra Signora della Pace, il Campidoglio, Hawaii State Library, Honolulu Hale, Iolani Palace, Chiesa Kawaiahaʻo, l'Edificio Territoriale ed il Washington Place.

## King Kamehameha V Judiciary History Center
Il King Kamehameha V Judiciary History Center, che si trova ad Aliʻiōlani Hale, si concentra sulla storia ed è il punto di riferimento delle cause legali delle Hawaii. L'ingresso è gratuito e il pubblico può visitare le mostre dal lunedì al venerdì con l'orario 08:00-16:00. I viaggi di gruppo sono offerti su prenotazione.

## Nella cultura di massa
Nella serie TV Hawaii Five-0, l’edificio è utilizzato come sede operativa centrale della squadra speciale protagonista.